# Campo di concentramento Arbeitsdorf
Il campo di concentramento Arbeitsdorf è stato un campo di concentramento della Germania nazista adibito a campo di lavoro, situato nei pressi di Fallersleben, una frazione di Wolfsburg.
Fu aperto l'8 aprile del 1942 e restò in funzione solo pochi mesi poiché fu chiuso l'11 ottobre dello stesso anno. La sua istituzione era funzionale alla fabbricazione di autovetture popolari, le future Volkswagen.
Questo campo di concentramento, eufemisticamente chiamato Arbeitsdorf, ovvero "villaggio del lavoro", rappresentava un prototipo per la collaborazione fra l'organizzazione amministrativa della SS (SS-Wirtschafts- und Verwaltungshauptamt WVHA) e l'industria bellica, fu infatti il modello per numerosi campi di concentramento istituiti dal 1943 per la produzione bellica.

## Costruzione di auto
Già nel 1936 il costruttore tedesco Ferdinand Porsche aveva disegnato un prototipo di utilitaria sottoponendo il progetto ad Adolf Hitler. Il capo supremo del Reich apprezzò la proposta ordinando la fabbricazione di un'automobile popolare a basso costo che avrebbe avuto il nome di KDF-Wagen (KDF è l'acronimo del motto Kraft durch Freude, ovvero Forza attraverso la gioia).
Con l'approvazione del Führer e la collaborazione economica di Albert Speer venne avviata un'apposita industria nel sobborgo di Fallersleben, situato a nord-est di Braunschweig e a breve distanza da Wolfsburg. Con l'approssimarsi della seconda guerra mondiale, tuttavia, la produzione della fabbrica fu diretta quasi esclusivamente alla costruzione di mezzi ad uso militare.
Nel 1942 Porsche e Speer avviarono un progetto che prevedeva l'uso di internati dei campo di concentramento per una produzione a basso costo e su larga scala dei veicoli per uso privato. Fu così che nell'aprile 1942 venne aperto il nuovo campo di lavoro Arbeitsdorf, verso il quale vennero trasferiti ottocento detenuti dal campo di Neuengamme. I comandi dei campi di Neuengamme e Arbeitsdorf furono unificati nella persona di Martin Gottfried Weiß, all'epoca comandante di Neuengamme.
Ad un paio di settimane dall'apertura, vennero trasferite altre unità dal campo di concentramento di Sachsenhausen, mentre a giugno altri reclusi vi furono trasferiti dal campo di concentramento di Buchenwald. A metà luglio il comando del campo fu assunto da Wilhelm Schitli, che prima ricopriva la carica di Schutzhaft presso il comando del campo di Neuengamme.

## Chiusura del campo
L'11 ottobre 1942, sei mesi dopo la sua apertura, il campo di lavoro sospese la produzione di veicoli e fu chiuso. Furono almeno sei i prigionieri che morirono ad Arbeitsdorf durante l'esistenza del campo. La loro morte fu indicata dalle autorità naziste ufficialmente come dovuta a suicidio o a malattia, o comunque ad altra causa accidentale. Secondo altre stime le vittime di questo campo di concentramento sarebbero state invece un minimo di seicento.

## Memorial
Il museo Stadtschloss di Wolfsburg raccoglie materiale documentario sulle vittime del nazismo in rapporto alle condizioni di lavoro in schiavitù cui gli internati erano sottoposti. Il museo ha sede in Schlossstraße 8.